# Микола Лазуненко
Мико́ла Лазуне́нко (1899—?) — радянський футболіст, захисник харківського «Штурма».

## Життєпис
Микола Лазуненко протягом основного етапу своєї кар'єри виступав за харківський «Штурм». Був неодноразовим чемпіоном міста, у 1921 та 1922 роках у складі збірної Харкова ставав чемпіоном УСРР з футболу. Входив до заявки команди, що стала чемпіоном СРСР 1924 року, однак участі у матчах не брав. Після розформування «Штурма» у 1925 році інформація щодо подальшої кар'єри Лазуненка відсутня.

## Досягнення
- Чемпіон УСРР (2): 1921, 1922
- Чемпіон Харкова (4): 1921, 1922, 1923, 1924